# Grande Prémio CTT Correios de Portugal
Der Grande Prémio CTT Correios de Portugal war ein Straßenradrennen in Portugal. Die kleine Rundfahrt umfasste vier Etappen, meist in der Gegend von Lissabon und der Região Centro. Erstmals ausgetragen wurde sie 2000. Ab 2005 war das Rennen Teil der UCI Europe Tour und hatte die Kategorie 2.1. Letztmals wurde das Rennen im Jahr 2009 ausgetragen.

## Sieger
| - 2009 Adrián Palomares - 2008 Nuno Ribeiro - 2007 Pedro Cardoso - 2006 Jordi Grau - 2005 Alexei Markow - 2004 Cândido Barbosa - 2003 Nuno Marta - 2002 Ángel Edo - 2001 José Iván Gutiérrez - 2000 Ángel Edo |